# Vacheron Constantin
Vacheron Constantin (французька вимова: [va.ʃə.rɔ kɔs.tɑ.tɛ]) — це швейцарська компанія престижних годинників та марка групи Richemont. У компанії працюють близько 1100 людей у всьому світі, більшість з яких працюють на заводах підприємства в Женеві та Валь де Джу. Є активним членом Федерації швейцарської годинникової промисловості FH.
До відомих власників годинників Vacheron Constantin входили Napoléon Louis Josef Jérôme Bonaparte (1864—1932), папа Пій XI, Едуард VIII та Гаррі Трумен.